# 이쿠노촌 (야마구치현)
이쿠노촌(生野村)은 야마구치현 도요우라군에 있던 촌이다. 

## 역사
- 1889년 4월 1일 - 정촌제 시행에 의해 6촌의 구역을 가지고 도요히가시시모촌이 성립하였다.
- 1898년 9월 10일 - 이쿠노촌으로 개칭되었다.
- 1921년 1월 10일 - 시모노세키시에 편입, 동일 이쿠노촌은 폐지되었다.

## 교통

### 철도
- 철도성
  - 산요본선

## 참고문헌
- 角川日本地名大辞典 35 山口県